# Diancey
Diancey är en kommun i departementet Côte-d'Or i regionen Bourgogne-Franche-Comté i östra Frankrike. Kommunen ligger i kantonen Liernais som tillhör arrondissementet Beaune. År 2022 hade Diancey 98 invånare.

## Befolkningsutveckling
Antalet invånare i kommunen Diancey
Referens:INSEE